# A Darling Confusion
A Darling Confusion è un cortometraggio muto del 1910 diretto da Tom Ricketts.

## Produzione
Il film fu prodotto dalla Essanay Film Manufacturing Company.

## Distribuzione
Distribuito dall'Essanay Film Manufacturing Company, il film - un cortometraggio di 135 metri - uscì nelle sale cinematografiche USA il 6 luglio 1910. Nelle proiezioni, veniva programmato con il sistema dello split reel, accorpato in un'unica bobina con un altro cortometraggio prodotto dall'Essanay, la commedia The Other Johnson.